# 馬茨·莫勒·達赫利
馬茨·莫勒·達赫利（挪威語：Mats Møller Dæhli；1995年3月2日—）是一位挪威足球運動員。在場上的位置是中場。目前效力德乙球隊纽伦堡。他也代表挪威國家足球隊參賽。